# Jean-Baptiste Mourcia
Jean-Baptiste Mourcia (Pertuis, 30 settembre 1999) è un pentatleta francese.

## Biografia
Si è messo in mostra a livello giovanile laureandosi campione europeo cadetti nel 2017 nelle gare individuali e a squadre, e poi campione mondiale juniores nel luglio 2019 in Polonia.
Ha esordito nelle grandi rassegne internazionali agli europei di Bath 2019, dove si è piazzato 10º nella staffetta con Christopher Patte.
Ai mondiali di Budapest 2019 si è classificato 5º nella staffetta, gareggiando con Alexandre Henrard.
Agli europei di Székesfehérvár 2022 ha vinto la medaglia di bronzo nella staffetta, sempre con Alexandre Henrard.
Ai mondiali militari di Drzonów 2022 ha vinto l'argento nella prova individuale, alle spalle di Bence Demeter, e il bronzo nella staffetta mista, con Marie Oteiza.
Ai mondiali di Alessandria d'Egitto 2022 ha ottenuto il 4º posto nella staffetta.

## Palmarès
- Europei

Székesfehérvár 2022: bronzo nella staffetta;
- Mondiali militari

Drzonów 2022: argento nell'individuale; bronzo nella staffetta mista;